# Stoolball

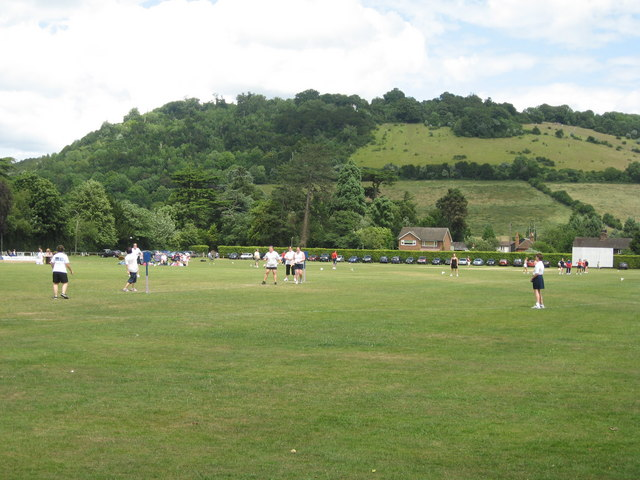
Spielerinnen in Dorking (Surrey)

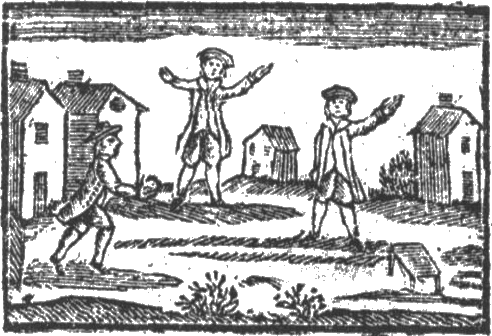
Illustration aus A Little Pretty Pocket-Book, 18. Jahrhundert

Stoolball ist eine alte Ballsportart (Schlagballspiel) aus Süd-England, wo noch heute Varianten in Schulen gespielt werden. Schwerpunkt ist Sussex mit mehreren lokalen Ligen; es gibt auch einige Teams in Kent. 
Ursprünglich wurde das Spiel von Melkerinnen betrieben, die die Sitzflächen ihrer umgekippten Melkschemel als Wickets nutzten. Vom Schemel (englisch stool) leitet sich auch der Name des Spiels ab. Ausrüstung und Regeln entsprechen weitgehend dem Cricket; Teams bestehen aus 11 Spielern, entweder Damen oder Mixed.
Aus Aufzeichnungen geht hervor, dass das Spiel bereits 1450 betrieben wurde, und es ist erwähnt im klassischen Buch Don Quixote. Das Spiel taucht auch 1656 in einer Bekanntmachung der Countys von Cumberland und Westmoreland auf, die beklagt, dass „zu viel Aufmerksamkeit dem Schießen, Fußballspielen, Stoolball und Ringen“ gezollt werde.
Moderne Regeln für Stoolball wurden 1881 auf einer Tagung in Glynde (East Sussex) verabschiedet. Hier wurden zumindest die Maße (Abstände der Wickets, Lage der Wurfmarke für den Bowler) vereinheitlicht.
Die National Stoolball Association wurde 1979 in Haywards Heath (West Sussex)  von Vertretern aus 9 verschiedenen Ligen und Verbänden gegründet. Sie ersetzt die Stoolball Association for Great Britain, die 1942 einging – was teils auf den Zweiten Weltkrieg, teils auf den Tod von Major W. W. Grantham zurückging. Er hatte 1923 diesen ersten Verband initiiert und begründete die enorme Popularität des Spiels nach dem Ersten Weltkrieg: 1927 gab es mehr als 1000 Clubs, die Stoolball spielten.
Die Ziele, die auf der Gründungsversammlung der National Stoolball Association 1979 festgelegt wurden, waren: 
1. Förderung und Verbreitung des Stoolball.
2. Zusammenarbeit der Regionalverbände und ggf. Gründung solcher.
3. Studium der Regel-Varianten in den verschiedenen Landesteilen, mit dem Ziel, sie zu standardisieren. Dies dauerte vier Jahre. Seitdem sind nationale Meisterschaften möglich.